# Sant Pere i Sant Pau d'Arres
Sant Pere i Sant Pau d'Arres és una església amb elements romànics d'Arres (Vall d'Aran) inclosa a l'Inventari del Patrimoni Arquitectònic de Catalunya.

## Descripció
Església d'una sola nau, força modificada arran de la darrera intervenció; actualment no hi ha cap element de reverenciï orígens romànics i si que se'n adverteixen pertanyents als segles XVII-XVIII; aquest és el cas d'una capella afegida al mur de llevant, d'una finestra renaixentista al mur de migdia on també s'hi troba la porta d'entrada (allindada) i les pedres que formen la finestra. Est de l'absis on s'hi poden llegir sendes inscripcions. A l'ala W de la teulada trobem ubicada una espadanya, situada artificialment a un lloc que no li correspon (originàriament estava emplaçada al mur de migdia).